# Эррера, Мартин
Мартин Орасио Эррера (род. 13 сентября 1970 года в Рио-Куарто, Кордова) — аргентинский футболист, выступавший на позиции вратаря.

## Карьера
Эррера начал свою карьеру в 1991 году с аргентинским грандом «Бока Хуниорс», но не смог закрепиться в клубе и через три сезона перешёл в «Атланта Буэнос-Айрес» из третьего дивизиона. Тем не менее, перед его переходом клуб был повышен в классе.
В 1998 году Эррера переехал в Мексику, чтобы играть за «Толуку», но вскоре он вернулся в Аргентину и в течение двух сезонов представлял «Феррокарриль Оэсте». В следующем году он подписал контракт с испанским «Депортиво Алавес», где в двух из трёх своих сезонов в баскском клубе был игроком основы, в первый год он был награждён Трофеем Саморы, пропустив только 37 мячей в 38 матчах.
16 мая 2001 года Эррера в дополнительное время не смог предотвратить поражение со счётом 4:5 от «Ливерпуля» в финале Кубка УЕФА. В 2002 году он потерял место в основе «Алавес» и подписал трёхлетний контракт с командой Премьер-лиги, «Фулхэмом». Однако он сыграл только два матча за клуб, прежде чем был продан «Эстудиантесу».
В 2006 году Эррера вместе с «Эстудиантес» выиграл Апертуру 2006, победив в плей-офф свою бывшую команду «Бока Хуниорс». Впоследствии он ушёл из футбола в возрасте 37 лет.